# Brar Riewerts
Brar Volkert Riewerts (* 30. September 1914 in Lindholm; † 8. April 2002 in Mildstedt) war ein deutscher Pädagoge, Archivar und Politiker (Grüne).
Der Rektor einer Husumer Hauptschule entstammte einer ursprünglich auf der Insel Föhr beheimateten nordfriesischen Pastorenfamilie. Einer seiner Vorfahren war der gleichnamige Neumünsteraner Propst Brar Volkert Riewerts (1842–1933). Neben seinem Rektorenamt war er von 1955 bis 1988 ehrenamtlicher Stadtarchivar (Archivpfleger) in Husum.
Er war Parteivorsitzender der Grünen Liste Schleswig-Holstein (GLSH), Stadtverordneter in Husum und Kreistagsabgeordneter in Nordfriesland. Nach Abschluss der schwierigen Fusionsverhandlungen zwischen dem Landesverband der Grünen und der GLSH im Jahr 1982 zog Riewerts sich schrittweise aus der Politik zurück.
Für seine Verdienste um die Förderung der nordfriesischen Kultur wurde Riewerts 1997 mit dem Hans-Momsen-Preis des Kreises Nordfriesland ausgezeichnet.

## Werke
- Die Stadt Husum in Geschichte und Gegenwart. Husum: Hansen 1969
- Das Schloss vor Husum. Husum: Nordfries. Verein für Heimatkunde u. Heimatliebe e.V., 1972
- Ein Denkmal für Husum : 80 Jahre Tinebrunnen. Husum: Husum-Druck- und Verl.-Ges. 1982 ISBN 3-88042-182-X
- Mit Herz und frischer Brise: Hermann Neuton Paulsen und die Hallig Süderoog. Bräist/Bredstedt, NF: Nordfriisk Inst. 1990 (Nordfriesische Lebensläufe 3) ISBN 3-88007-169-1, 3. Auflage 1996.